# Claire Chazal
Claire Chazal (Thiers, 1º dicembre 1956) è una giornalista francese, romanziera ed ex direttrice delle notizie francese del primo canale televisivo TF1..
Secondogenita di Jean Chazal, ex perito divenuto insegnante e in seguito magistrato della Corte dei Conti, e di Josette Rongère, insegnante di lettere. Il fratello maggiore Philippe, di quattro anni, è anch'egli giornalista televisivo, in seguito specializzatosi nel campo dell'arte.
Dal 1991, Chazal è stata la presentatrice del notiziario del fine settimana di TF1 fino alla sua ultima trasmissione il 13 settembre 2015. Anne-Claire Coudray, che spesso l'aveva sostituita quando era assente, è stata la sua sostituta. Tra il 2010 e il 2015 ha presentato, dopo il telegiornale, anche il programma Reportages alle 13ː30.
Ha presentato Je/nous de Claire, un talk-show sul canale televisivo gay Pink TV che ha contribuito ad avviare nel 2004. Il titolo di questo spettacolo gioca foneticamente su quello del film francese Il ginocchio di Claire.
Chazal ha conseguito il diploma della Scuola HEC Paris.